# Mineral de Caracoles

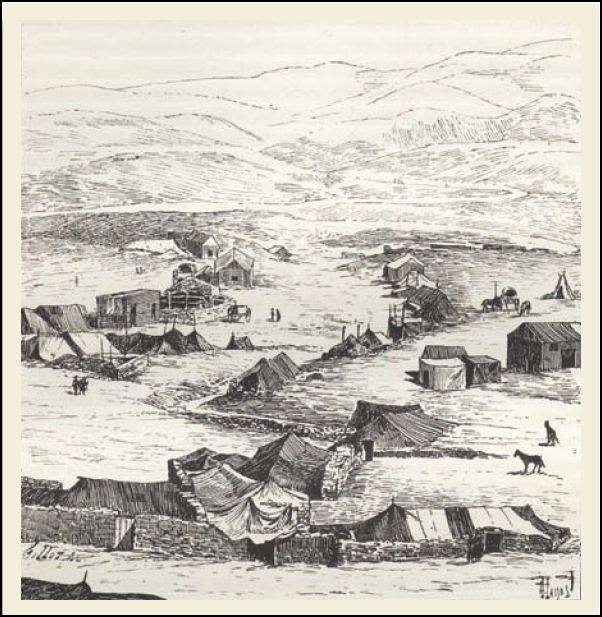
El próspero pueblo de Caracoles en 1872, en un dibujo de Andrèe Bresson.

El Mineral de Caracoles fue durante la segunda mitad del siglo XIX un pueblo minero en la actual Región de Antofagasta en Chile que perteneció hasta el 14 de febrero de 1879 a Bolivia. Hoy ya desaparecido, estaba ubicado en 23°01′S 69°01′O / -23.02, -69.01: 29  en el Desierto de Atacama. El mineral fue descubierto por José Díaz Gana.

Ubicación del mineral de Caracoles

## Geografía
El Mineral de Caracoles se encontraba en medio del Desierto de Atacama, a una altitud promedio de 3100 m s. n. m.. Su terreno estratificado que data del jurásico, presentaba una plata clorurada (o córnea, compuesta de plata y cloro) y plata nativa (en estado casi puro).
Su ubicación cercana al paralelo 23°S fue motivo de desacuerdos sobre la aplicación del Tratado de límites entre Bolivia y Chile de 1866 que preveía compartir los ingresos fiscales por minería en la región entre los paralelos 23°S y 25°S.

## Historia
Francisco Solano Asta-Buruaga y Cienfuegos escribió en 1899 en su Diccionario Geográfico de la República de Chile sobre el lugar:
Caracoles (Mineral de).-—Notable conjunto do minas de plata, situado en el departamento de Antofagasta por los 23º 03' Lat. y 69º 01' Lon. Se halla en una altura de 2,850 á 2,860 metros sobre el Pacífico en medio de una serranía árida y pelada en que se levantan varias eminencias, como los cerros de Limón Verde y de Quimal, enlazados con el que contiene el mineral. Dista sobre 200 kilómetros hacia el NE. de la ciudad y puerto de Antofagasta y 60 al E. de la estación de Pampa Larga en el ferrocarril que parte de esa ciudad hacia el límite oriental del departamento con Bolivia. El mineral comprende tres grupos principales de minas, denominados de Caracoles, de Blanca Torre y de la Isla. El primero, y cuyo nombre se le dió por las amonitas ó caracoles fósiles que por allí son comunes, fué también el primero descubierto en la mina, que se llamó La Deseada, el 25 de marzo de 1870, y subsecuentemente los otros. Sobre este hecho dice el prefecto de Cobija en informe del 20 de noviembre de 1873, pasado al gobierno de Bolivia: «Por los datos en el archivo de la notaria de Hacienda, aparece que varios cateadores (buscadores de minas), llevados por Don José Díaz Gana al desierto de Atacama, encontraron en una comarca desconocida y sin nombre varias vetas de plata, que fueron sucesivamente registradas en 19 de abril y 10 de mayo de 1870.»
También describe el pueblo de Caracoles:
Caracoles (Pueblo de).-—Situado en el departamento de Antofagasta en el mineral de su nombre bajo los 23° 04' 34" Lat. y 69° 03' Lon. (su iglesia) y á 2,860 metros sobre el nivel del Pacifico. Está asentado en sitio desigual, y contiene edificios sencillos: una iglesia, oficinas de registro civil, de correo y telégrafo, escuelas gratuitas, despachos de comercio, posadas, &c. Dista 60 kilómetros al E. de la estación de Pampa Alta por un buen camino carretero y de aquí por ferrocarril 150 á la ciudad de Antofagasta. Debe su origen al descubrimiento del mineral que le dió el nombre y que le ha reunido una población de 2,279 habitantes, cuando antes su asiento y contornos á larga distancia estaban completamente desiertos.

### Descubrimiento y exploración
José Díaz Gana, explorador minero radicado en Mejillones, encabezó una expedición con cinco hombres en busca de mineral. La madrugada del 23 de marzo de 1870 el grupo de la expedición divisó desde lo alto del Cerro Limón Verde una sierra, que sería conocida como de la Sierra de Caracoles. Al amanecer del 24 de marzo de 1870, sus cinco cateadores encabezados por José Ramón Méndez (El cangalla), empezaron el ascenso del cerro, hasta que encontraron en la Quebrada La Deseada, una piedra negruzca que resultó ser plata nativa. "Prosiguieron en seguida los cateadores de Méndez avanzando por un campo que renegreaba de riquísimos rodados, y a pocos pasos, el capataz de la cuadrilla halló la Flor del Desierto", y en pos, otra y otra veta. «Caracoles no era una mina, era una comarca de plata» según Méndez.
Díaz Gana practicó un reconocimiento minucioso del mineral, que tardó dos meses. Se reservó doce barras, seis para él y seis para su socio y habilitador, el fastuoso aventurero francés barón Arnou de la Riviére, y las restantes a los cinco cateadores.
Desde los primeros reconocimientos de los ingenieros y mineralogistas (entre ellos Enrique Concha y Toro) admitieron que no había una veta real, como en Potosí y Chañarcillo. Era un simple campo de plata concentrado en los contornos de las Descubridoras. Más allá de él, solo había estrechas grietas saturadas por débiles cloruros de plata, que se empobrecían rápidamente al alejarse de las Descubridoras. Era pues, un mineral de corta duración.

### Explotación y ganancias
En los ocho años que duró la bonanza de Caracoles, el mineral produjo 855.202 kilos de plata con valor de $ 30.053.000 de 48 peniques.
Se ha calculado que el costo total de producción ascendió en números redondos $ 18.000.000.- en tanto que los empresarios hicieron una utilidad $ 13.053.000.-
Para dar una idea de la magnitud de estos montos cabe señalar que en 1871 la Casa de Moneda acuñó solo $ 659.364.- que las exportaciones de artículos alimenticios en el mismo año eran de $12.302.223.- en tanto las importaciones fueron de $ 3.817.366.-.
Resultado de estas utilidades se enriquecieron rápidamente aventureros y empresarios, quienes compraron fundos y construyeron fastuosas casas y Palacios en Santiago, Valparaíso y Antofagasta.